# Hasan Salihamidžić
Hasan Salihamidžić (Jablanica, Jugoszlávia, 1977. január 1. –) bosnyák labdarúgó. Legnagyobb sikereit a Bayern Münchennel érte el: hat német bajnoki cím és négy kupagyőzelem mellett a Bajnokok Ligáját is megnyerte. Profi pályafutása során megfordult a Hamburger SV, a Juventus FC és a VfL Wolfsburg csapatában is. Hazája válogatottjában 46 alkalommal lépett pályára.

## Pályafutása

### Klubszinten

#### Korai évek
Miután Hasan befejezte a középiskolát, a helyi klubban, a Turbinában kezdett el futballozni, később a Velež Mostar csapatánál játszott egészen 1992-ig. Ezután Jugoszláviát képviselte az U16-os világbajnokságon, ekkor még Bosznia-Hercegovina ugyanis a jugoszláv hatalom fennhatósága alá tartozott. Miután a bosnyák háború kitört, számos helyi labdarúgót megakadályozott a továbbfejlődésben, hiszen ezek után egy időre abbahagyták a focit az országban. Családjával együtt Hasan Németországba menekült, eleinte pincérként dolgozott, majd később felfigyelt rá a Hamburg SV ifiakadémiája. 

#### Hamburg SV
1992 novemberében Hasan Hamburgba költözött, unokatestvérével, Ahmettel együtt pedig már a klub ifiakadémiáján fociztak. Három év után már a nagy csapatban játszott, első szezonjában 9 mérkőzésen 2 gólt szerzett. A következő szezonban a bosnyák már szerves része lett a csapatnak, 37 meccs és 7 gól fűződött a nevéhez. Az utolsó éveiben, az 1997-98-as szezonban 31 meccsen 10 gólt lőtt, ezek után igazolta le a Bayern München.

#### Bayern München
1998 nyarán csatlakozott a bőrnadrágosokhoz, első szezonjában már kiemelkedő teljesítményt nyújtott, 43 meccsen kapott lehetőséget, és 5 gólt szerzett. Második évében leutánozta az első évi bajnoki meccs/gól statisztikáját.
A harmadik szezon nagyon sikeresnek bizonyult, 46 mérkőzésen 6 gólt jegyzett. 2001 és 2003 között sérülések hátráltatták, mindössze 50 mérkőzésen szerepelt.

### Juventus
2007. január 15-én aláírt négy évre a Juventus FC-hez. Az első szezonban Claudio Ranieri edzőnél rendszeres kezdőjátékos volt, de sérülések itt is hátráltatták, így is 30 mérkőzésen szerepelt az új klubjában amiken 5 gólt szerzett, köztük 2008. április 12-én két gólt szerzett a AC Milan elleni 3-2-re megnyert mérkőzésen.  A 2010-11-es szezonban az új edző Luigi Delneri nem számolt vele. 2011-ben lejárt a szerződése.

### Wolfsburg
2011. július 4-én Salihamidžić a VfL Wolfsburg csapatához csatlakozott egy egyéves szerződéssel. 2011. július 9-én egy barátságos mérkőzésen a bal karja eltört.

#### A válogatottban
1996-ban debütált és 2006-ban vonult vissza a válogatottságtól. Nem szerepelt a Bosnyák válogatott színeiben nagy tornán.

## Magánélet
Salihamidžić nős, felesége a német származású spanyol Esther Copado. Három gyerekük van: Nick, Lara, és June. Hasan sógora, Francisco Copado szintén labdarúgó.

## Sikerei, díjai
- Német kupa: 2000, 2003, 2005, 2006
- Bundesliga: 1999, 2000, 2001, 2003, 2005, 2006
- Bajnokok ligája: 2001
- Interkontinentális kupa: 2001

## Fordítás
Ez a szócikk részben vagy egészben  a   Salihamidzic Hasan című angol Wikipédia-szócikk fordításán alapul.  Az eredeti cikk szerkesztőit annak laptörténete sorolja fel. Ez a jelzés csupán a megfogalmazás eredetét és a szerzői jogokat jelzi, nem szolgál a cikkben szereplő információk forrásmegjelöléseként.

## Külső hivatkozások
- A Guardian újság egyik cikke, mely Salihamidžićről szól (angolul)
- Profilja a Fussbaldaten oldalon (németül)
- Profilja a Transfermarkt oldalon (angolul)